# Batalha do Rio da Prata
A Batalha do Rio da Prata foi a primeira grande batalha naval da Segunda Guerra Mundial, foi travada entre as marinhas inglesa e alemã. O combate aconteceu no Atlântico Sul em 13 de dezembro 1939, próximo ao estuário do rio da Prata.

## História
Em  21 de agosto de 1939, o Admiral Graf Spee deixou o porto  de Wilhelmshaven, na costa do mar do Norte, com ordens secretas de atacar a navegação comercial no Atlântico Sul. As quais deveriam ser executadas, após a declaração oficial de guerra. A estratégia de Adolf Hitler faria com que antes da declaração de guerra o navio pudesse navegar em águas internacionais sem problema. Com esta estratégia, quando a declaração fosse feita o  navio já estaria abaixo da linha do Equador. Durante três semanas, o navio navegou em oceano aberto a leste do Brasil. Finalmente em 20 de setembro de 1939, o Admiral Graf Spee foi liberado para executar suas ordens.
As ordens seriam para que o encouraçado pudesse atacar como um corsário, nos locais mais inesperados a fim de manter as esquadras aliadas dispersas, principalmente a Frota Doméstica, facilitando o desenvolvimento de outras ações navais contra a Inglaterra.
Neste contexto, o Admiral Graf Spee ficou com o sul do Equador como zona de operações, ficando o Deutschland com o Atlântico Norte.

## Ataques

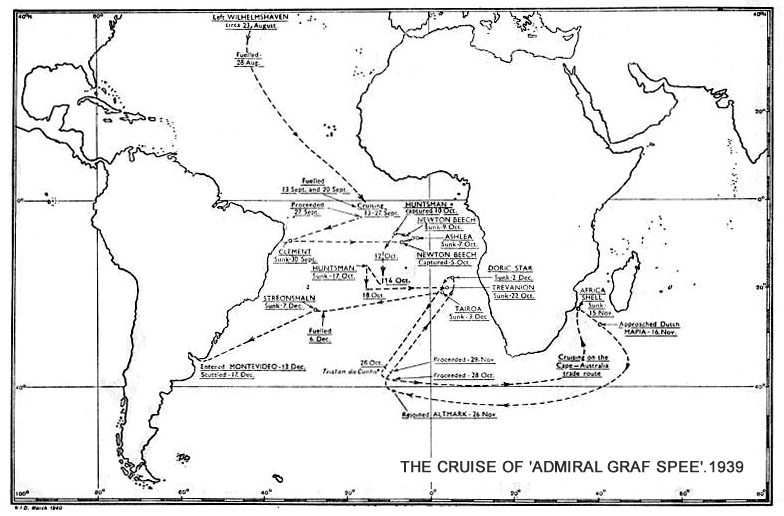
Mapa dos ataques

Em 30 de setembro de 1939, o Admiral Graf Spee começou a sua caçada, afundando o cargueiro Clement, na altura de Alagoas. Logo após o encouraçado abandonou a área, dirigindo-se ao meio do oceano. Em 7 de outubro de 1939, afundou duas embarcações britânicas, o Newton Beach e o Ashlea. Em 10 de outubro, afundaria o Huntsman e o Trevasnion em 22 de outubro de 1939. Todos os marinheiros capturados eram trazidos a bordo e logo após o encouraçado abandonava área como de costume. O fato de tantos navios não chegarem aos portos levantou a suspeita da Marinha Britânica, que emitiu um aviso de alerta a todas as embarcações que navegavam no Atlântico Sul.
Logo o capitão Hans Langsdorff, marinheiro experiente, utilizaria táticas de pirataria para confundir o inimigo. Entre estas técnicas, estava a modificação da aparência do navio, com falsas placas de madeira e lonas, criando estruturas diferentes das de um navio de guerra. A pintura de nomes e utlização de bandeiras confundiam os navios comerciais, tomando-o como um navio mercante. Uma destas modificações fazia com que parecesse com seu irmão gêmeo, o Deutschland, que deveria a estar operando no Atlântico Norte. Isto confundiu a armada britânica várias vezes.
Desta forma a Marinha Britânica, destacou para o Atlântico Sul a Força de Caça G, com a finalidade de proteger os navios que operavam principalmente na região do rio da Prata. Local que era responsável por 40% dos produtos primários embarcados ao Reino Unido. Esta força era composta por dois cruzadores pesados (Cumberland e Exeter) e dois cruzadores rápidos (Achilles e Ajax). Esta força-tarefa, seria chefiada pelo comodoro inglês Henry Harwood, tendo como navio-capitânia do Exeter, e como base Port Stanley, nas ilhas Malvinas
Em 2 de dezembro de 1939, o cargueiro Doric Star foi capturado ao largo da costa da África. Porém, antes, conseguiu emitir o sinal de rádio "RRR" (ataque de corsário), indicando que estava sob ataque do Admiral Graf Spee. Quando o comodoro Harwood, da Força de Caça "G", composta pelo Achilles, Ajax e Exeter, recebeu as notícias do Doric Star, concluiu que o Graf Spee a seguir cruzaria o Atlântico Sul em direção à América do Sul, para evadir-se à perseguição que certamente se seguiria. Harwood sempre acreditara que, cedo ou tarde, o comandante Langsdorff seguiria para a área do rio da Prata, para tirar vantagem do intenso tráfego mercante dos portos de Buenos Aires e Montevideo. A seguir emitiu ordens para que a Força G viesse a concentrar-se nas imediações do rio da Prata.
A marinha inglesa sabia que o Admiral Graf Spee não resistiria à tentação ao grande número de navios mercantes que demandavam do centro comercial do rio da Prata e deslocou três cruzadores no seu encalço: o Ajax, o Achilles e o Exeter, ficando ainda o Cumberland como reserva nas ilhas Malvinas (Falklands), complementando um conserto.

## A batalha

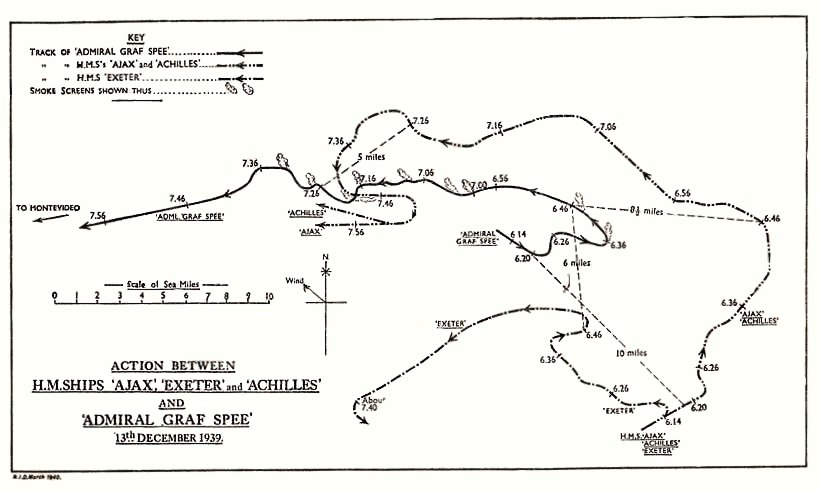
Mapa da batalha

Após o último encontro com o seu reabastecedor, o navio-tanque Altmark, o Admiral Graf Spee ( 6 de dezembro) seguiu para o rio da Prata, onde fez a sua última presa, o Streonshalh.
Durante a noite de 12 de dezembro, os navios ingleses iniciaram sua tática para um possível confronto, navegariam em formação cerrada, onde teriam contato visual e na eventualidade de um ataque, concentrar seu poder de fogo. Outro fato seria: ao amanhecer navegar a favor do sol para dificultar a visibilidade do navio alemão, que teria o sol de proa. A marinha britânica sabia que num confronto direto com o cruzador alemão, sairiam perdendo. Devido ao alto poder de fogo de seus canhões de 280 mm (11 pol. x 6) os quais inviabilizava qualquer confronto direto a curta distância.
O Exeter era o único cruzador pesado, da Classe York, que tinha como armamento principal seis canhões de 203 mm e secundário de oito canhões de 102 mm, os cruzadores leves possuíam canhões de 152 mm. Diante disto Harwood sabia que seria difícil causar danos a superestrutura de um encouraçado, então sua estratégia seria dividir a atenção do Graf Spee. O Ajax e o Achilles iriam por um lado e o Exeter atacaria por outro, dificultando a concentração dos alemães, em responder ao ataque.
Em 13 de dezembro, o vigia do Admmiral Graf Spee às 06h00 avistou duas antenas no horizonte, e enviou o alerta, logo, toda a tripulação tomou os postos de combate. Esta informação parecia confirmar que era um barco comercial britânico. Mas minutos mais tarde quando o sol já estava mais alto, foi possível identificar que realmente se tratava de três barcos de guerra britânicos. A demora na identificação por parte do Admiral Graf Spee permitiu a aproximação dos ingleses, ficando desta forma ao alcance de todos os seus canhões e, muito importante, ficando abaixo do ângulo de tiro dos poderosos canhões de 280 mm do Spee.
As 06h17 o Admiral Graf Spee disparou contra o Exeter, pois sabia ser o mais poderoso da frota. Logo a seguir o Exeter devolveu a salva com uma sequência de disparos. Enquanto o combate inicial era travado entre os grandes navios, os cruzadores leves, mais rápidos, iniciaram a manobra de pinça, tentando cercar o cruzador alemão entre dois flancos. Esta manobra visava dividir a artilharia do Admiral Graf Spee, dificultar o enquadramento dos seus disparos e, principalmente dificultar os cálculos dos disparos.
Uma sequência de disparos dos navios ingleses, atingiram o Admiral Graf Spee acima da linha de flutuação, abrindo um enorme rombo no casco, além de diversos outros danos. Umas das opções do capitão do Admiral Graf Spee foi manter o Exeter sob fogo dos canhões de 280 mm e concentrar o fogo dos canhões de 105 mm nos cruzadores leves. Manobra difícil de ser executado, principalmente em movimento de aproximação. Após a primeira parte da batalha o Exeter ficou fora de combate, pois o sistema de direcionamento de tiro e as torres dos canhões de maior calibre haviam sido danificados. Sem alternativa, o Exeter abandona o campo de batalha em meio a uma nuvem de fumaça utilizado para camuflagem. Ficando desta forma em combate somente os cruzadores leves e o Admiral Graf Spee.

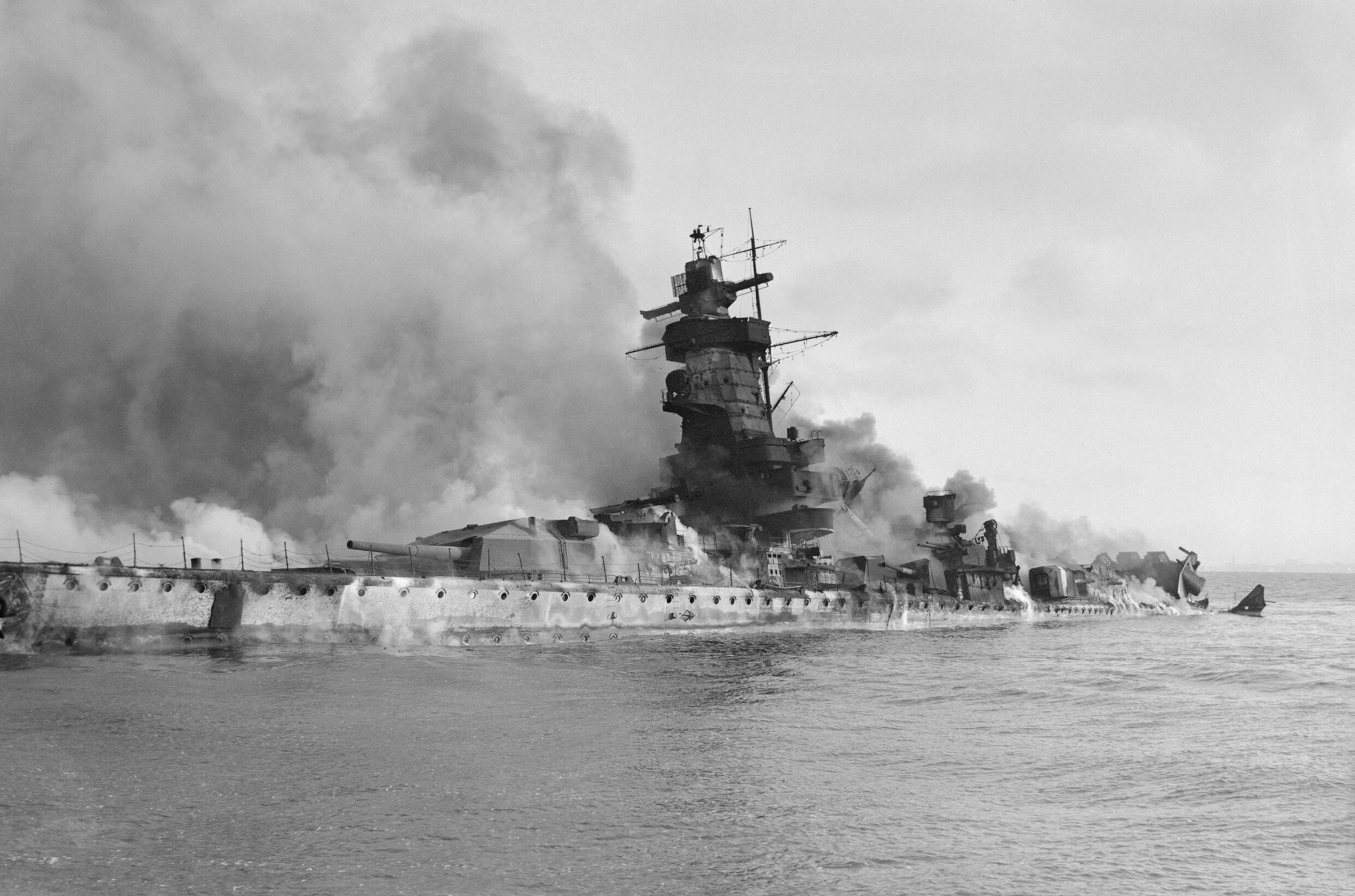
Afundamento do Admiral Graf Spee

Às 07h00 o Admiral Graf Spee, sob fogo cerrado, repentinamente abandonou a zona de combate. O que se seguiu após este evento, permanece até hoje como um dos maiores mistérios da Segunda Guerra Mundial. Historiadores militares, declaram que o Admiral Graf Spee, embora avariado tinha condições de combate frente aos cruzadores leves, pois seus poderosos canhões ainda disparavam. No entanto a decisão do capitão Hans Langsdorff foi a de refugiar-se no porto de Montevidéu para efetuar reparos. O Uruguai, bem como os demais países latino-americanos estavam neutros na guerra, o que permitiria que qualquer barco com problemas solicitasse permissão para atracar e realizar reparos.
Desta forma, o navio atracou no porto solicitando conserto. O que se seguiu a partir daí, foi uma sequência de fatos que até hoje permanece envolta em mistério.
Não conseguindo os reparos necessários e pressionado pela política internacional, o comandante foi obrigado a deixar o porto. Mas a armada inglesa estava a sua espera na saída do estuário e assim que deixasse águas territoriais uruguaias ele seria novamente atacado. Desta forma, o capitão Langsdorff deu ordens de afundar o navio, o que se fez logo na saída do estuário.
O capitão e sua tripulação se dirigiram então à Argentina, país com grande concentração de imigrantes alemães o que possibilitaria auxilio. Então, na tarde de 19 de dezembro de 1939, após enterrar seus mortos e encaminhar os feridos ao hospital, o capitão se suicidou. 